# 福留繁
福留 繁（ふくとめ しげる、1891年（明治24年）2月1日 - 1971年（昭和46年）2月6日）は、日本の海軍軍人。海軍兵学校40期。最終階級は海軍中将。

## 生涯
1891年（明治24年）2月1日、鳥取県西伯郡所子村大字福尾（現大山町）の農家に生まれる。1905年（明治38年）4月、鳥取県立米子中学校（現鳥取県立米子東高等学校）に入学。入学当初は貧しく、四里（16キロ）の道を歩いて通学していた。海軍を志したのはなんとなく海にあこがれをもっていたのと「貧乏中学生の進学の道は学資のいらない軍人学校」ということからだった。1909年（明治42年）9月11日、海軍兵学校に40期生として入校。1912年（明治45年）7月、144名中第8番の成績で卒業、少尉候補生。
1924年（大正13年）2月1日、少佐に昇進し、海軍大学校甲種24期に入校。1926年（大正15年）11月25日、首席で卒業。
1939年（昭和14年）11月15日、海軍少将へ進級、連合艦隊参謀長兼第一艦隊参謀長。連合艦隊司令長官山本五十六大将が合同訓練の際に「あれ（飛行機）でハワイをやれないか」と呟いた際に、傍にいた福留参謀長は「それよりは艦隊全部を押し出しての決戦の方がいいと思います」と言った。

### 太平洋戦争

#### 軍令部第一部長
1941年（昭和16年）4月10日、軍令部第一部長。福留は、海大の成績優等卒業生であり、戦略戦術の神様と称えられていたが、理論・作戦に福留独自のものは残っておらず、独創者ではなくあくまで祖述者であった。戦艦による日本海海戦のような大勝利のために戦略戦術を立て、真珠湾攻撃などの空母機動部隊の活躍後もやはり決戦主力は戦艦の大艦巨砲で、機動部隊はその補助に過ぎないと考えており、その力関係はミッドウェー作戦でもなお変わることはなかった。
12月8日、太平洋戦争勃発。1942年（昭和17年）4月、第二段作戦立案の際に、ハワイ攻略を目指す連合艦隊が求めるMI作戦（ミッドウェー作戦）と同時にアリューシャン方面の米軍進攻阻止を目的としたAL作戦を軍令部が加えた件に関して、福留は「ミッドウェーを攻略しても、劣勢な米艦隊は反撃に出ないのではないかとの懸念が強かった。そこでアリューシャン列島方面への攻略作戦を行えば、同地が米国領であるため、ミッドウェー方面への米艦隊の出撃を強要する補助手段となるだろうとの含みもあり、実施を要望した。」と回想している。11月1日、海軍中将へ進級。

#### 連合艦隊参謀長
1943年（昭和18年）5月23日、連合艦隊参謀長。海軍甲事件に伴い連合艦隊司令長官となった古賀峯一海軍大将に要請された人事だった。古賀長官は開戦以来横須賀にいて実戦をほとんど知らなかったこともあり、海大恩賜のエリートで戦略戦術の神様と評価が高かった福留に頼り切っていたが、刻々と変化し、劣勢の戦局に対応できる能力が福留には欠けており、いつまでも古い戦艦至上主義の考えから抜けきれなかった。
1943年11月以降に実施されたギルバート諸島沖航空戦やブーゲンビル島沖航空戦において連合艦隊は大戦果を報告したが、これらは戦果誤認であった。当時の軍令部第一部長中澤佑少将によれば、連合艦隊司令部の報告から不確実を削除し、同司令部に戦果確認に一層配慮するように注意喚起していたが、同司令部より「大本営は、いかなる根拠をもって連合艦隊の報告した戦果を削除したのか」と強い抗議電が福留参謀長名で打電（この件で福留自身にいかなる思惑があったのか未だに公表されていない）され、けっきょく反論なくうやむやになり、1944年10月に福留が第二航空艦隊長官として実施した台湾沖航空戦でも誤認戦果をそのまま報じることになったという。
1944年（昭和19年）3月31日、海軍乙事件発生。連合艦隊は内南洋の拠点としてパラオを利用していたが、3月に連合軍の大空襲を受け、福留ら司令部要員は3月31日、ミンダナオ島のダバオへ飛行艇（二式大艇）で移動を図ったが、途中で低気圧に遭遇し、連合艦隊司令長官・古賀峯一の乗機は行方不明となり、福留の乗った二番機はセブ島沖に不時着し、搭乗していた9名は泳いで上陸したが、ゲリラの捕虜となり、3月8日に作成されたばかりの新Z号作戦計画書、司令部用信号書、暗号書といった数々の最重要軍事機密を奪われた。ゲリラに対して警戒心を抱かなかった福留らは拘束時に抵抗や自決、機密書類の破棄もしなかった（かばんを川に投げ込んだが、すぐに回収されたと自供しているが、その件に関する米軍側の報告書が未だ公表されておらず、全てを承知でゲリラ側に譲渡したのではないかと疑う向きもある）。
日本はゲリラと交渉して福留を解放させ、帰還した福留は海軍次官・沢本頼雄中将らから事情聴取を受けることになるが、本人が徹底して機密書類紛失の容疑を否定した。当時の日本では敵の捕虜となることをこの上ない恥としており、福留がゲリラに捕縛されたことを敵の捕虜になったとみなすかどうかが問題となったが、戦時は捕虜にならなかったという見地で不問になった。戦後も福留は、GHQで戦史編纂の仕事をしていた大井篤のところに出向き、「君や千早が機密書類が盗まれたと言っており、迷惑している。こんな事実は全くないんだ」と述べたが、大井は「盗まれたのは事実です。お帰り下さい」と追い返したと言う。

#### 第二航空艦隊長官
1944年（昭和19年）6月15日、第二航空艦隊司令長官。
マリアナ沖海戦敗北後の6月19日、第三四一海軍航空隊司令・岡村基春大佐は、福留と参謀長の杉本丑衛大佐に「戦勢今日に至っては、戦局を打開する方策は飛行機の体当たり以外にはないと信ずる。体当たり志願者は、兵学校出身者でも学徒出身者でも飛行予科練習生出身者でも、いくらでもいる。隊長は自分がやる。300機を与えられれば、必ず戦勢を転換させてみせる」と意見具申した。数日後、福留は上京して、岡村の上申を軍令部次長・伊藤整一中将に伝えるとともに、中央における研究を進言した。伊藤は総長への本件報告と中央における研究を約束したが、まだ体当たり攻撃を命ずる時期ではないという考えを述べた。
7月23日、図上演習で、軍令部は荒天により発着困難な昼間に行うT攻撃を本旨として、機会がない場合は敵の活動が不十分な夜間に攻撃する案を出したが、一方で指揮権を有する第二航空艦隊は、昼間攻撃、薄暮攻撃、T攻撃部隊による夜間攻撃の三者を攻撃部署として各種組み合わせによって第1から第4まで定め、状況に応じてそのいづれかを適用する戦法を示した。これは後日、第六基地航空部隊が規定した戦策に発展したものである。この二航艦が示した作戦実施過程は、索敵の結果以外、作戦指導、戦果報告、損害など台湾沖航空戦と類似した内容であった。また、次期決戦の主力を自負する第二航空艦隊司令部は、たとえ敵来攻方面が第三航空艦隊の担任要域でも二航艦が全基地航空部隊を統一指揮すべきであり、三航艦は支援に回るべきという思想を持っていた。9月、T攻撃部隊の総合教練が行われる。福留はT攻撃の成立を疑問視しており、T攻撃部隊は決戦の一撃に夜間攻撃で使用し、悪天候下に乗じるのは最後の切り札として決行と表明する。連合艦隊司令長官・豊田副武大将は部隊用法については福留に一任し、不能の時は無理をすることはないと話した。
10月10日、那覇空襲を受けて、福留はT攻撃部隊に夜間攻撃を命令するが断念。10月11日、福留は、早朝に索敵を行い、正午に機動部隊を発見すると18時30分、翌日の作戦要領を発令した。T攻撃部隊には「別令に依り黎明以後、沖縄方面に進出し台湾東方海面の敵に対し薄暮攻撃及び夜間攻撃を行う」と意図を明らかにした。この発令で10月12日から台湾沖航空戦が発生し、第二航空艦隊は大戦果を報告した。しかし、暗夜に攻撃を強行したこともあり、後に戦果誤認が発覚する。また、この航空戦で捷号作戦で期待されたT攻撃部隊のほとんどを消耗してしまった。それでも搭乗員80組が残っており、ただちに再編に着手するが、早くても10月末まで回復の見込みがなく、レイテ沖海戦で、第六基地航空部隊は精鋭のT攻撃部隊の活躍を期待できず、練度の低い混成の実働機300機にも及ばない航空兵力を主力として臨まなければならなくなった。
フィリピンの戦いに参加。10月22日、第一航空艦隊長官・大西瀧治郎中将から第二航空艦隊も特攻を採用するようにと説得され断ったが、第一航空艦隊の特攻戦果が出た10月25日、第二航空艦隊も特攻採用を決定する。大西は福留に対し「特別攻撃以外に攻撃法がないことは、もはや事実によって証明された。この重大時期に、基地航空部隊が無為に過ごすことがあれば全員腹を切ってお詫びしても追いつかぬ。第二航空艦隊としても、特別攻撃を決意すべき時だと思う」と説得して、福留の最も心配した搭乗員の士気の問題については確信をもって保証すると断言したため、福留も決心し、第一航空艦隊と第二航空艦隊を統合した連合基地航空隊が編成された。福留が指揮官、大西が参謀長を務めた。福留は1944年10月27日第二神風特別攻撃隊を編制して出撃させて以降、次々と特攻隊を送った。
11月16日、福留は中央に対して「航空兵力の現状から各機種共体当たり攻撃を主用するに非ざれば作戦目的達成の算なし」、「陸海を合わし約300機の協力あれば機動空母を制圧撃破しつつ船団を壊滅し得る算あり」、「航空兵力の急速増強を非常措置を以て促進する要ありと思考す」という意見具申電（1GFGB機密第16145番電）を発する。大川内傳七中将も同旨だとして大西を上京させて説明すると打電。11月18日から大西らが中央を説得し、軍令部と海軍省の協議で練習航空隊から零戦隊150機の抽出が決定された。
1945年（昭和20年）1月13日、第十三航空艦隊兼第一南遣艦隊司令長官。2月5日、第十方面艦隊司令長官兼任。8月15日、シンガポールで終戦を迎えた。
戦後、福留はこの戦争について「多年戦艦中心の艦隊訓練に没頭してきた私の頭は転換できず、南雲機動部隊が真珠湾攻撃に偉効を奏したのちもなお、機動部隊は補助作業に任ずべきもので、決戦兵力は依然、大鑑巨砲を中心とすべきものと考えていた」と反省を語っている。

### 戦後

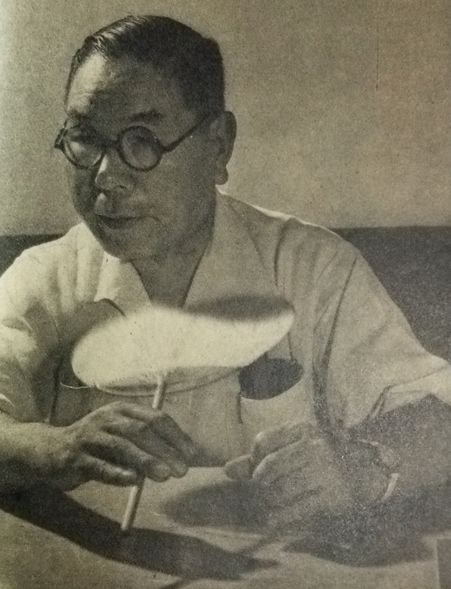
1952年

東京裁判において戦犯に指定され、英軍戦犯として禁固3年。1950年（昭和25年）に復員した。
野村吉三郎元海軍大将を中心とした旧海軍高級士官グループの一員として、「海軍の伝統」を保持しての再軍備を目指す活動を行い、後に水交会理事長も勤めた。1955年（昭和30年）9月24日、防衛庁顧問に就任している。
1971年（昭和46年）に死去した。墓所は多磨霊園6区1種6側。

## 年譜
- 1891年（明治24年）2月1日 - 鳥取県西伯郡所子村大字福尾（現大山町）に生まれる。
- 1905年（明治38年） - 鳥取県立米子中学校（現鳥取県立米子東高等学校）に入学。
- 1909年（明治42年）9月11日 - 海軍兵学校入校
- 1912年（明治45年・大正1年）7月 - 海軍兵学校を卒業（40期）。卒業時成績順位144名中第8位
- 1924年12月1日 - 少佐、海軍大学校甲種24期入校。
- 1926年（大正15年）11月25日 - 海軍大学校甲種を卒業（24期・首席）。
- 1929年 - 中佐
- 1930年（昭和5年）12月1日 - 人事局員
- 1932年（昭和7年）12月 - 欧米各国への留学に出発。
- 1933年（昭和8年）11月15日 - 海軍大佐、連合艦隊首席参謀兼第一艦隊参謀。
- 1934年（昭和9年）11月15日 - 軍令部第二課長
- 1935年10月30日 - 軍令部第一課長
- 1938年4月25日 - 支那方面艦隊兼第一艦隊参謀副長。
- 1938年（昭和13年）12月15日 - 長門艦長。
- 1939年（昭和14年）11月15日 - 海軍少将、連合艦隊参謀長兼第一艦隊参謀長。
- 1941年（昭和16年）4月10日 - 軍令部第一部長。
- 1942年（昭和17年）11月1日 - 海軍中将。
- 1943年（昭和18年）5月23日 - 連合艦隊参謀長。
- 1944年（昭和19年）3月31日 - 海軍乙事件。
  - 4月6日 - 出仕。
  - 6月15日 - 第二航空艦隊司令長官。
- 1945年（昭和20年）1月13日 - 第十三航空艦隊兼第一南遣艦隊司令長官司令長官。
  - 2月5日 - 第十方面艦隊司令長官兼任。
- 1948年（昭和23年）3月31日 - 公職追放仮指定[19]。
- 1950年（昭和25年） - 復員。
- 1955年（昭和30年）9月24日 - 防衛庁顧問に就任。
- 1971年（昭和46年）2月6日 - 死去。

## 栄典
位階
- 1914年（大正3年）1月30日 - 正八位[20]
- 1916年（大正5年）1月21日 - 従七位[21]
- 1919年（大正8年）1月10日 - 正七位[22]
- 1929年（昭和4年）6月1日 - 正六位[23]

外国勲章佩用允許
- 1937年（昭和12年）11月22日 - ドイツ国：ドイツ鷲勲章一等功労十字章[24]
- 1943年（昭和18年）9月11日 - ドイツ国：ドイツ鷲勲章功労十字星章[25]

## 演じた俳優
- 河村弘二 - 『トラ・トラ・トラ!』20世紀フォックス、1970年
- 藤岡琢也 - 『連合艦隊』東宝、1981年

## 著作
- 『海軍の反省』日本出版協同、1951年。
- 『史観・真珠湾攻撃』自由アジア社、1955年。
- 『海軍生活四十年』時事通信社、1971年。

『機関誌水交』に記事33本を投稿している。